# تکفیری
تکفیری یعنی مسلمانی که دیگر مسلمانان را متهم به ارتداد می‌کند. این اتهام تکفیر نامیده می‌شود.
این واژه در ادبیات سیاسی روز در توصیف گروه‌هایی در حال رشد از مسلمانان تندرو و طلاب انشعابی سنی و متمایل به وهابیت است که از آنان با نام «سلفی - تکفیری» یاد می‌شود. سلفی - تکفیری‌ها ورای نگاه سنتی به فقه، حق تکفیر و صدور حکم ارتداد دیگر مسلمانان را برای خود محفوظ می‌دانند و بر اجرای مجازات‌های مربوط به آن مانند اعدام راساً اقدام می‌کنند.
واژهٔ تکفیر از کلمهٔ عربی کفر مشتق شده‌است. در اتهام تکفیر، شخصِ تکفیری، دیگر مسلمانان را متهم به ناخالص بودن و از راه اسلام منحرف شدن می‌کند. در اسلام مجوز متهم کردن دیگر مسلمانان به دست علما و به شرط رعایت تمام جوانب احتیاطی آن است.